# 강혜숙
강혜숙(姜惠淑, 1947년 9월 30일 ~ )은 서울 출신의 정치인이다. 열린우리당 비례대표로 제17대 국회의원을 지냈다.

## 학력
- 중앙여자고등학교(졸업)
- 서울대학교 체육교육과(졸업)

## 약력
- 1966년 중앙여자고등학교 졸업
- 1970년 서울대학교 사범대학 체육교육학과 졸업
- 1970년 교사(~1972년,  서울 영란여자중학교 영란여자상업고등학교)
- 1972년 강혜숙무용학원 원장 (~ 1975년)
- 1986년 민주헌법쟁취국민운동본부 지도위원
- 1986년 충북문화운동연합 공동대표
- 1990년 민주주의민족통일 충북연합 공동대표
- 1995년 청주대학교 무용학과 교수 (~ 2004년)
- 1996년 충북여성민우회 상임대표
- 1998년 민족화해협력범국민협의회 충북본부장
- 2002년 희망네트워크 공동대표 (현재)
- 2003년 개혁신당추진연대회의 공동대표
- 2003년 열린우리당 중앙위원
- 2004년 제17대 열린우리당 소속, 국회의원 (비례대표)
- 2004년 열린우리당 충북도당 여성위원장
- 2007년 대통합민주신당 문화예술행정특보위원
- 2007년 대통합민주신당 고문

## 역대 선거 결과
| 실시년도 | 선거   | 대수 | 직책     | 선거구   | 정당       | 득표수       | 득표율          | 순위          | 당락 | 비고 |
| -------- | ------ | ---- | -------- | -------- | ---------- | ------------ | --------------- | ------------- | ---- | ---- |
| 2004년   | 총선   | 17대 | 국회의원 | 비례대표 | 열린우리당 | 8,145,824 표 | \| \| 38.26% \| | 비례대표 15번 |      | 초선 |
|          | 38.26% |      |          |          |            |              |                 |               |      |      |